# 烏多姆利亞區
57°52′N 35°01′E / 57.867°N 35.017°E
烏多姆利亞區（俄语：Удомельский район），是俄羅斯的一個區，位於該國西部，由特維爾州負責管轄，面積2,476.2平方公里，2010年該區人口40,292，人口密度每平方公里16.27人。